# تیمون آتنی
تیمون آتنی یکی از پنج نمایشنامه پایانی ویلیام شکسپیر می‌باشد. به نظر می‌رسد که این نمایشنامه بین سال‌های ۱۶۰۵ تا ۱۶۱۰ میلادی نگاشته شده باشد. ویلیام شکسپیر  این نمایشنامه را همزمان با شاه لیر، به رشتۀ تحریر درآورده. به عقیدۀ برخی، شکسپیر در هنگام نوشتن این دو نمایشنامه بیشتر به «شاه لیر» بها داده است.

## داستان
تیمون آتنی داستانی دربارهٔ نجیب‌زاده‌ای است که بسیار دست‌ودل‌باز است. بسیار به علافان اطراف نان می‌رساند تمام دارایی‌اش را به آن‌ها کمک می‌کند. اما در زمان تنگنا هیچ‌کدام از آن علافان به دادش نمی‌رسند و باعث می‌شوند تا تیمون از زندگی و دنیا و بشر بیزار شود.

## کلیات
در ایران این کتاب توسط انتشارات ثالث و با ترجمه فؤاد نظیری به چاپ رسیده است.